# 納-德內語系
納-德內語系，或作納-得內語系、納-達內語系或納-德內諸語言，都是指北美洲原住民的一個建議中的語系，主要分布於加拿大西南部（包括西北地區、育空地區及其鄰近地域）和美國西北部（阿拉斯加州，加上俄勒岡州西南部和加利福尼亞州北部）。納-德內語系包含了現時的阿薩巴斯卡語系諸語言、埃雅克語、特林吉特语。
納-德內語系的建議在最初提出時，還包括海達語，但有關海達語與其他語言的關聯有爭議。在2008年3月，有語言學家發表一個建議，把納-德內語系與在西伯利亞通行的葉尼塞語系合併成為德內-葉尼塞語系，並確認海達語跟這個新語系內的成員並沒有關連。這個建議，得到相當數量的語言學家支持。

## 名称
“納”（特林吉特语）和“德內”（阿萨巴斯卡语支）都是该语系一些语言对“人”的称呼，“德內”的“內”与“納”同源。“德內”也是一种名为Dëne Sųłiné的阿萨巴斯卡语言。

## 參看
- 德內語支

## 附註
1. ↑  .   [2008-07-30]. （原始内容存档于2009-05-26）.

## 外部連結
- 《民族語》：Language Family Trees - Na-Dene （页面存档备份，存于）
- Table of contents and ordering information for The Dene–Yeniseian Connection.
- Alaska Native Language Center （页面存档备份，存于）
- Athabaskan word comparison table （页面存档备份，存于）
- Dené–Yeniseian / Na-Dené Swadesh lists （页面存档备份，存于） (incomplete)